# Coelogyne viscosa
Coelogyne viscosa é uma espécie de orquídea (Orchidaceae) do Sudeste Asiático.